# 히사미쓰섬
히사미쓰섬(일본어: 久光島)은 일본 오이타현의 벳푸만에 위치에 있다가 지진으로 인해 가라앉은 것으로 생각되는 섬이다. 문헌에 따라서는 久満島이라고도 표기한다.
1596년 9월 4일에 발생한 오이타 지진에 의하여 우류섬과 함께 가라앉았다고 한다. 가라앉은 시기를 그 일 년후 또는 2년후로 보는 설도 있다.
실존했던 섬인가에 대해서는 학자에 따라 의견이 엇갈리고 있어, 우류섬과 동일한 섬이라는 설, 우류섬과 함께 원래 반도였다는 설, 섬이 아니라 벳푸시에 위치한 마을이었다는 설등등이 있다. 마을설에서는 지진이 아니라 홍수에 의해 수몰되었다고 추정하고 있다.